# Binche

Schotens vapen

Binches läge inom provinsen Hainaut

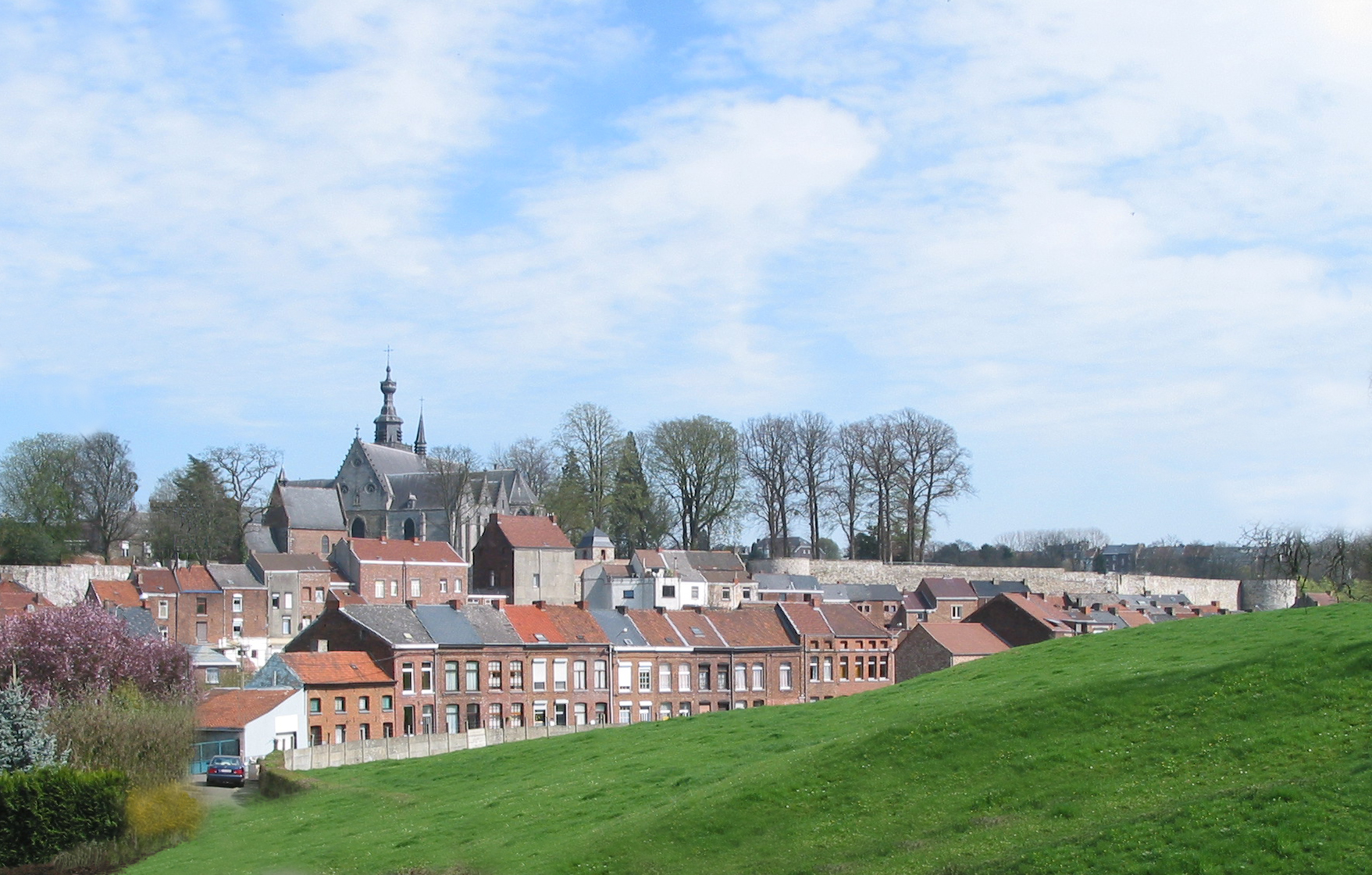
Staden Binche och vallar.

Binche är en kommun i provinsen Hainaut i regionen Vallonien i Belgien. Binche hade 32 675 invånare per 1 januari 2008.